# 叶尔莫利诺 (卡卢加州)
叶尔莫利诺（羅馬化：Yermolino）是俄罗斯卡卢加州博罗夫斯克区的城市，位于奥卡河支流普罗特瓦河畔。
2004年12月设市。该城2021年人口有10,157人；2010年人口10,409；2002年人口9,454；1989年人口10,573。